# Signal Iduna
Signal Iduna, tyskt försäkrings- och finansbolag med huvudkontor i Hamburg och Dortmund. Signal Iduna erbjuder försäkringar och finansiella tjänster. Signal Iduna skapades 1999 genom sammanslagningen av Signal-Versicherungen i Dortmund och Iduna Nova i Hamburg.